# Додому (фільм, 2019)

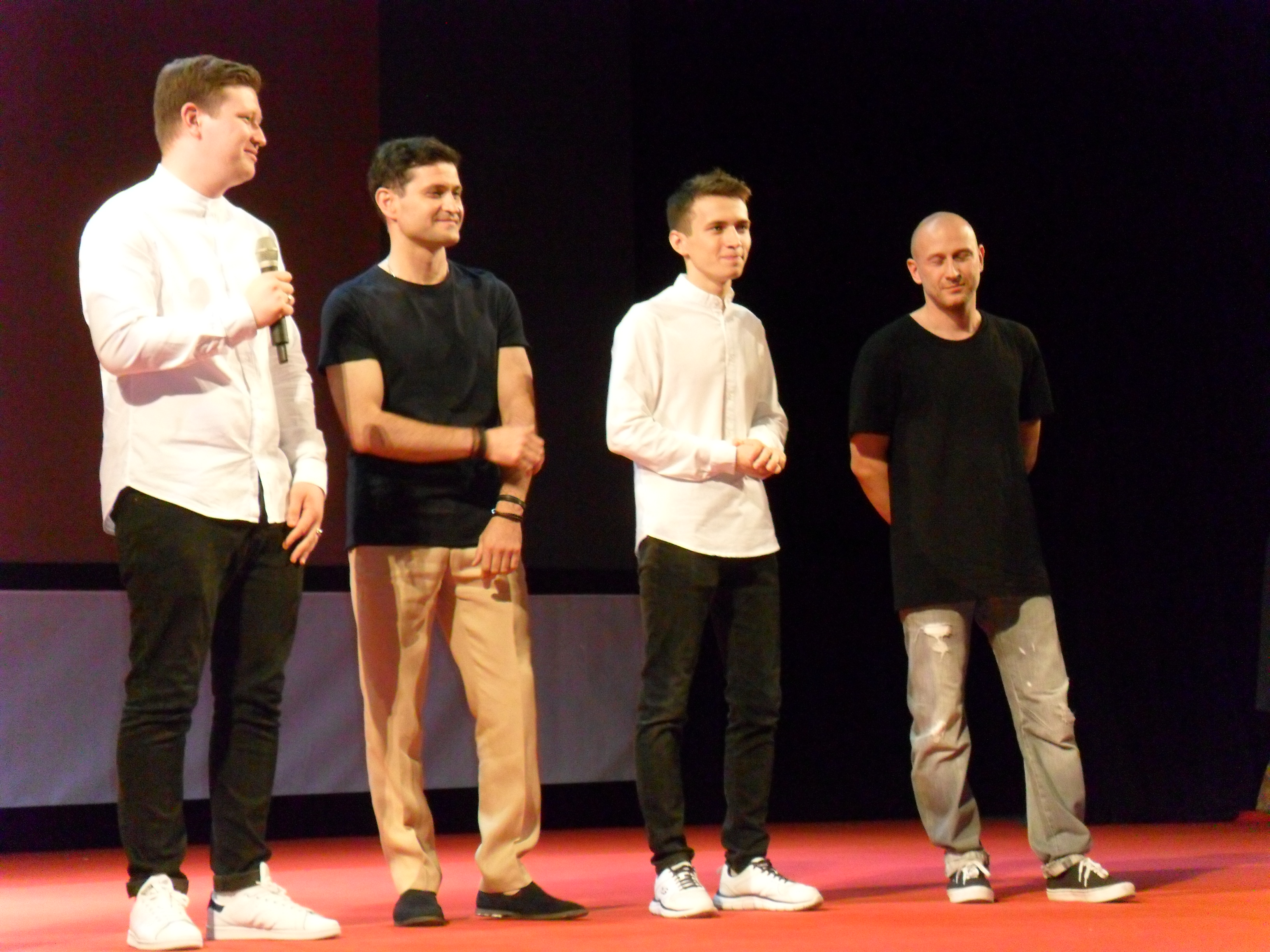
Наріман Алієв, Ахтем Сеітаблаєв, Ремзі Білялов та Володимир Яценко під час презентації фільму на 10-му Одеському МКФ 14.07.2019

«Додому» (крим. Evge, англ. Homeward) — український драматичний фільм 2019 року, повнометражний режисерський дебют Нарімана Алієва з Ахтемом Сеітаблаєвим у головній ролі. Світова прем'єра стрічки відбулася 22 травня 2019 року на 72-му Каннському міжнародному кінофестивалі, де вона брала участь в конкурсній програмі «Особливий погляд».
23 серпня 2019 року Український оскарівський комітет обрав драму Нарімана Алієва «Додому» у якості національного претендента від України на премію «Оскар» за найкращий фільм іноземною мовою.
Займає 59-60-у позицію у списку 100 найкращих фільмів в історії українського кіно.

## Сюжет
У кримського татарина Мустафи помирає його первісток, Назім. Батько приїжджає до Києва, куди його два сини поїхали після анексії Криму, аби повернути молодшого сина Аліма додому, а старшого поховати на батьківщині в Криму згідно з мусульманськими традиціями.

## У ролях
| • Ахтем Сеітаблаєв        | … | Мустафа   |
| • Ремзі Білялов           | … | Алім      |
| • Віктор Жданов           | … | дядя Вася |
| • Дар'я Баріхашвілі       | … | Олеся     |
| • Анатолій Маремпольський | … | Назім     |
| • Вероніка Лук'яненко     | … | Маша      |
| • Акмаль Гурезов          | … | Рефат     |
| • Лариса Яценко           | … | Галина    |

## Знімальна група
- Автори сценарію — Наріман Алієв, Марися Нікітюк
- Режисер-постановник — Наріман Алієв
- Продюсер — Володимир Яценко
- Виконавчий продюсер — Анастасія Іващук, Олександра Костіна, Мішель Меркт, Анна Соболевська
- Оператор — Антон Фурса
- Монтаж — Олександр Чорний
- Художник-постановник — Владлен Одуденко
- Художник-костюмер — Анастасія Сутягіна
- Художник-гример — Анастасія Сутягіна
- Звукорежисер — Сергій Степанський
- Підбір акторів — Павло Макарченко

## Кошторис
Кінопроєкт фільму став переможцем конкурсу Міністерства культури України на надання державної фінансової підтримки фільмам патріотичного спрямування. Із загального кошторису у розмірі ₴20 млн виробники отримали від Мінкульту 80 % бюджету (₴16 млн).

## Виробництво
Підготовка до знімання фільму стартувала у листопаді 2017 року. Знімальний період фільму розпочався на початку осені 2018 року. Знімання проходило у Києві та області, в кількох селах Вознесенського та Троїцького районів Миколаївської області, селі Стрілкове на Арабатській стрілці, на озері Сиваш та інших локаціях.

## Реліз
Світова прем'єра стрічки відбулася 22 травня 2019 року на 72-му Каннському міжнародному кінофестивалі, де вона брала участь в конкурсній програмі «Особливий погляд». Українська прем'єра фільму відбулася 14 липня 2019 на 10-му Одеському міжнародному кінофестивалі де він здобув Гран-прі «Золотий Дюк».
В український кінотеатральний обмежений прокат стрічка вийшла 7 листопада 2019; прокатник — Артхаус трафік.
На українському телебаченні стрічка вперше транслювалася 14 жовтня 2020 року на телеканалі UA:Культура.

## Рецензії кінокритиків

### В Україні
Реакція українських кінокритиків на фільм була переважно позитивною, хоча вони й дорікнули фільму рядом прикрих недоліків. 
Одним з найбільших недоліків фільму кінокритики назвали його надмірне використання метафор та неприродна українська мова більшості акторів. Так кінокритик видання Vertigo Юра Поворозник зазначив, що "більшість акторів другого плану дуже неприродно та часом відверто криво говорять українською", а оглядач Детектор медіа Ярослав Підгора-Гвяздовський підкреслив дикість ситуації коли український актор кримськотатарського походження Ремзі Білялов зумів передати всі свої україномовні репліки бездоганно з природною вимовою, в той час, як українська мова двох акторок-українок «звучить неприродно», «виявляючи водночас і те, що вони не є носіями мови, і те, що їхні діалоги писали ті, хто не відчуває й не говорить українською»; Підгора-Гвяздовський підсумовує, що скоріше за все багато глядачів не зрозуміють мовних ляпів фільму, а інші просто скажуть «дакакаяразница».
Одним з найбільших плюсів фільму критики назвали його реалістичність у зображенні життя українців та кримських татар. Крім того, захоплення багатьох кінокритиків викликала вдала акторська гра головних героїв фільму — Ахтема Сейтаблаєва (Мустафа, батько загиблого) та Ремзі Білялова (Алім, брат загиблого). Також кінокритики відзначили що фільм став важливим нагадуванням про те, що в Україні зараз відбувається війна і частина території України є окупованою.

## Участь у кінофестивалях

### Позаконкурсні покази
Фільм було представлено 12 вересня 2019 року на бельгійському кінофестивалі Filmfestival Oostende.

### Нагороди та номінації
| Список нагород та номінацій               | Список нагород та номінацій | Список нагород та номінацій               | Список нагород та номінацій | Список нагород та номінацій | Список нагород та номінацій |
| Кінофестиваль/Кінопремія                  | Рік                         | Категорія                                 | Номінант(и)                 | Результат                   | Дж                          |
| ----------------------------------------- | --------------------------- | ----------------------------------------- | --------------------------- | --------------------------- | --------------------------- |
| 72-й Каннський кінофестиваль              | 2019                        | Премія «Особливий погляд»                 | Додому                      | Номінація                   | [ 5 ] [ 35 ] [ 36 ]         |
| 72-й Каннський кінофестиваль              | 2019                        | Золота камера за найкращий дебютний фільм | Додому                      | Номінація                   | [ 5 ] [ 35 ] [ 36 ]         |
| 15-й Бухарестський кінофестиваль          | 2019                        | Гран-прі за найкращий фільм               | Додому                      | Перемога                    | [ 37 ] [ 38 ] [ 39 ]        |
| 10-й Одеський МКФ                         | 2019                        | Золотий Дюк                               | Додому                      | Перемога                    | [ 15 ]                      |
| 7-й Міжнародний Босфорський кінофестиваль | 2019                        | Приз за найкращий іноземний фільм         | Додому                      | Перемога                    | [ 40 ]                      |
| Кіноколо (3-тя церемонія вручення)        | 2019                        | Найкращий повнометражний ігровий фільм    | Додому                      | Перемога                    | [ 41 ]                      |
| Кіноколо (3-тя церемонія вручення)        | 2019                        | Відкриття року                            | Додому                      | Номінація                   | [ 41 ]                      |
| Кіноколо (3-тя церемонія вручення)        | 2019                        | Найкращий режисер                         | Наріман Алієв               | Перемога                    | [ 41 ]                      |
| Кіноколо (3-тя церемонія вручення)        | 2019                        | Найкращий актор                           | Ахтем Сеітаблаєв            | Перемога                    | [ 41 ]                      |
| Кіноколо (3-тя церемонія вручення)        | 2019                        | Найкраща акторка                          | Дар'я Баріхашвілі           | Номінація                   | [ 41 ]                      |